# Фол останньої надії
Фол останньої надії — спортивний термін, що означає умисне порушення правил на гравці, що має очевидну можливість забити гол (класичний приклад — порушення при виході віч-на-віч у футболі).

## Футбол
В офіційному тексті футбольних правил поняття «фол останньої надії» відсутнє, однак цей термін є дуже розповсюдженим як серед вболівальників і журналістів, так і серед безпосередніх учасників футбольного поєдинку. Використовуватися він почав з кінця 80-х — початку 90-х років XX століття. В правилах же зазначено таке (Правило 12):
Фолом останньої надії може також вважатися гра руками не воротарем, у випадку, якщо завдяки цьому футболіст вберіг свою команду від неминучого голу.
Окрім вилучення гравця, відповідно до загальних правил, призначається штрафний чи пенальті, залежно від зони поля, де сталося порушення. Фол останньої надії — крайній захід у захисті своїх воріт і часом подібні дії можуть бути виправдані, однак гравець, що вчиняє таке порушення, майже завжди залишає свою команду в меншості.

### Знакові випадки
У чвертьфінальному матчі Чемпіонату світу 2010 між Уругваєм та Ганою нападник уругвайців Луїс Суарес ціною вилучення та пенальті зупинив м'яч на лінії своїх воріт на останніх хвилинах матчу. Гравець збірної Гани Асамоа Г'ян схибив з одинадцятиметрової позначки, завдяки чому уругвайцям вдалося перевести майже програний матч у серію післяматчевих пенальті, де вони виявилися сильнішими за своїх суперників.

## Баскетбол
У баскетболі під «фолом останньої надії» мається на увазі порушення правил гравцем, що зупиняє швидкий прорив. Він порушує правила на гравці, що володіє м'ячем, між корзиною та яким немає жодного баскетболіста команди, що захищається. Такий фол розцінюється як навмисний (або «неспортивний» — офіційна назва), а постраждалий виконує два штрафні кидки, після чого його команда знову отримує право володіти м'ячем.
«Фол останньої надії» в баскетбольних правилах з'явився у 2008 році. Метою його введення стала спроба посилити відповідальність за тактичні фоли та ситуації, у яких, відповідно до минулих редакцій правил, свисток діяв на користь порушника. Баскетболіст, що отримав протягом матчу два неспортивних зауваження, автоматично вирушає до роздягальні до закінчення гри.
Найбільш спірним питанням у цій ситуації є визначення того, чи був гравець, що сфолив, «останнім» захисником. У інструкціях ФІБА сказано таке: суддя має подумки провести уявну лінію від баскетболіста з м'ячем до кільця, яке він атакує. Якщо на цій прямій немає нікого з суперників, значить фол проти цього гравця потрапляє під поняття «фол останньої надії». Іншими словами, не можна зупиняти з порушенням правил гравця, що має прямий доступ до кошика.